# Spieser Mühlenbach
Der Spieser Mühlenbach ist ein Fließgewässer im Naturraum Saarkohlenwald im südlichen Saarland.  Er ist ein etwa zwei Kilometer langer, nördlicher und rechter Zufluss des Kleberbach.

## Geographie

### Verlauf
Der Spieser Mühlenbach entspringt auf einer Höhe von 266 m südlich von Spiesen im Landkreis Neunkirchen.
Auf seinem Weg durch das Mühlental zwischen Spiesen und Rohrbach passiert der Spieser Mühlenbach das Wasserwerk Spiesermühltal und die Wohnplätze Sitzweiler Hof und Spieser Mühle, bevor er im Naturschutzgebiet Im Glashüttental/Rohrbachtal auf einer Höhe von 233 m  von rechts in den Kleberbach mündet.

### Zuflüsse
- Krockenwaldbach (links), 0,7 km